# Vladimir Jesjinov
Vladimir Jesjinov (Russisch: Владимир Николаевич Ешинов) (Kirisji, 18 februari 1949 – 30 juli 2024) was een  Russische roeier uit de Sovjet-Unie. Jesjinov nam tweemaal deel aan de Olympische Zomerspelen en behaalde in 1976 de gouden medaille in de vier-met-stuurman. Jesjinov veroverde op de wereldkampioenschappen in totaal vier medailles, in de twee-met-stuurman in 1974 de wereldtitel en in 1970 de bronzen medaille. In de vier-met-stuurman werd Jesjinov in 1975 wereldkampioen en in 1977 won Jesjinov de zilveren medaille in de acht.
Jesjinov overleed in juli 2024 op 75-jarige leeftijd.

## Resultaten
- Wereldkampioenschappen roeien 1970 in St. Catharines  in de twee-met-stuurman
- Olympische Zomerspelen 1972 in München 5e in de twee-met-stuurman
- Wereldkampioenschappen roeien 1974 in Luzern  in de twee-met-stuurman
- Wereldkampioenschappen roeien 1975 in Nottingham  in de vier-met-stuurman
- Olympische Zomerspelen 1976 in Montreal  in de vier-met-stuurman
- Wereldkampioenschappen roeien 1977 in Amsterdam  in de acht

1900: Henri Bouckaert & Jean Cau & Émile Delchambre & Henri Hazebrouck & Charlot / Gustav Goßler & Oskar Goßler & Walter Katzenstein & Waldemar Tietgens & Carl Goßler  ·
1912: Albert Arnheiter & Hermann Wilker  & Otto Fickeisen & Rudolf Fickeisen & Otto Maier·
1920: Willy Brüderlin & Max Rudolf & Paul Rudolf & Hans Walter & Paul Staub · 
1924: Émile Albrecht & Alfred Probst & Eugen Sigg & Hans Walter & Émile Lachapelle ·
1928: Valerio Perentin & Giliante D'Este & Nicolò Vittori & Giovanni Delise & Renato Petronio ·
1932: Hans Eller & Horst Hoeck & Walter Meyer & Joachim Spremberg & Carlheinz Neumann ·
1936: Hans Maier & Walter Volle & Ernst Gaber & Paul Söllner & Fritz Bauer·
1948: Warren Westlund & Gordon Giovanelli & Robert Martin & Robert Will & Allen Morgan ·
1952: Karel Mejta & Jiří Havlis & Jan Jindra & Stanislav Lusk & Miroslav Koranda ·
1956: Alberto Winkler & Romano Sgheiz & Angelo Vanzin & Franco Trincavelli & Ivo Stefanoni ·
1960: Gerd Cintl & Horst Effertz & Klaus Riekemann & Jürgen Litz & Michael Obst·
1964: Peter Neusel & Bernhard Britting & Joachim Werner & Egbert Hirschfelder & Jürgen Oelke ·
1968: Dick Joyce & Ross Collinge & Dudley Storey & Warren Cole & Simon Dickie ·
1972: Peter Berger & Hans-Johann Färber & Gerhard Auer & Alois Bierl & Uwe Benter ·
1976: Vladimir Jesjinov & Nikolai Ivanov & Michail Koeznetsov & Aleksandr Klepikov & Aleksandr Loekjanov ·
1980: Dieter Wendisch & Ullrich Dießner & Walter Dießner & Gottfried Döhn & Andreas Gregor ·
1984: Martin Cross & Richard Budgett & Andy Holmes & Steve Redgrave & Adrian Ellison·
1988: Bernd Niesecke & Karsten Schmeling & Bernd Eichwurzel & Frank Klawonn & Hendrik Reiher ·
1992: Iulică Ruican & Viorel Talapan & Dimitrie Popescu & Nicolae Țaga & Dumitru Răducanu